# Кроуфорд, Карл
Карл Кроуфорд (англ. Carl Crawford, 6 сентября 1935, Джорджтаун, Британская Гвиана) — гайанский боксёр. Участвовал в летних Олимпийских играх 1960 года.

## Биография
Карл Кроуфорд родился 6 сентября 1935 года в городе Джорджтаун в Британской Гвиане (сейчас Гайана).
Первую награду в международном боксе завоевал в 1959 году на Панамериканских играх в Чикаго. Выступая в весовой категории до 75 кг, Кроуфорд выиграл в четвертьфинале у канадца Роберта Пиау, в полуфинале техническим нокаутом проиграл американцу Бобу Фостеру, а в бою за третье место выиграл у венесуэльца Рафаэля Торо.
В 1960 году вошёл в состав сборной Британской Гвианы на летних Олимпийских играх в Риме. Выступал в весовой категории до 81 кг. Проиграл в 1/16 финала единогласным решением судей будущему серебряному призёру Збигневу Петшиковскому из Польши — 0:5.
В 1962 году завоевал серебряную медаль на Играх Центральной Америки и Карибского бассейна в Кингстоне. Выступал в весовой категории до 81 кг, выиграл в четвертьфинале у кубинца Рауля Диаса, в полуфинале нокаутировал барбадосца Питера Джонсона, в финале уступил по очкам ямайцу Рональду Холмсу.
В 1963 году участвовал в Панамериканских играх в Сан-Паулу. Выступал в весовой категории до 81 кг, в четвертьфинале победил Франсиско Моранте из Аргентины, в полуфинале вновь проиграл Холмсу — 2:3, в поединке за третье место — бразильцу Рубенсу де Оливейре.